# Множество Бернштейна
Множество Бернштейна — патологический пример подмножества вещественной прямой определённого типа. 
Построение использует аксиому выбора.

## Определение
Множеством Бернштейна называется множество, пересекающееся с каждым замкнутым нигде не плотным множеством по счётному числу точек.

## Свойства
- Множество Бернштейна и его дополнение дают своеобразное разбиение вещественной прямой со следующим свойством: каждое измеримое множество положительной меры пересекает множество Бернштейна и его дополнение;
  - Tо же верно для множествa со свойством Бэра не являющееся остаточным.[1]